# Savitljivo vratilo
Savitljivo vratilo izrađuje se zavojnim namatanjem čelične žice promjera od 0,3 do 3 milimetra u 1 do 8 slojeva. Smjer namatanja zavojnice svakog sloja mora biti suprotan smjeru prethodnoga, a između slojeva nema zračnosti. Na savitljiva vratila može se navući zaštitna polimerna ili metalna savitljiva cijev. Savitljiva vratila koriste se za prijenos manjih snaga između dvaju vratila kojima se mijenjaju položaji osi i udaljenost u prostoru (kod brzinomjera, brojila, pogona zubarskog svrdla, prijenosnih bušilica i brusilica i drugog).

## Objašnjenje
Posebna vrsta vratila jesu takozvana savitljiva vratila. To su vratila napravljena od tanke čelične jezgre i na nju u suprotnom smjerovima pletenja namotanih slojeva žice. Po izgledu su slična višestrukim spiralnim oprugama. Debljina je njihovih žica od 0,3 do 3 mm, a broj namotanih slojeva najviše do 8. Ta vratila upotrebljavaju se u slučajevima kad je nemoguće izvesti direktan spoj rotirajućih dijelova, ili kad se u pogonu mijenja međusobno položaj geometrijskih središnjica (osi) vratila. Vratila su uvučena u zaštitne cijevi, koje su obično još pojačane spiralno motanom metalnom trakom. Najčešća im je primjena kod pokretnih uređaja za bušenje, brušenje, glodanje te kod prijenosa za brzinomjere, pokazivače broja okretaja, različite indikatore i slično.

## Vratilo
Vratilo ili pogonska osovina je dio stroja kojim se prenosi rotacijsko gibanje i zakretni moment, to jest snaga. Služi i kao prijenosni element ili dio prijenosnoga sustava između pogonskog i pogonjenoga stroja. Ima oblik vitkoga cilindričnog tijela, u uzdužnom je smjeru najčešće različitih promjera, što ovisi o predviđenim naprezanjima, ali i o potrebi da se na mjestima promjene presjeka omogući pričvršćivanje dijelova koji preuzimaju, ili na vratilo prenose okretni moment (zupčanici, tarenice, remenice i drugo). Istodobno je opterećeno na savijanje i uvijanje (torzija). Vrlo je slično osovini, koja, međutim, ne prenosi okretni moment i napregnuta je samo na savijanje. Vratila se izvode kao puna ili cjevasta, a za manje snage te za posebne namjene i savitljiva (na primjer na mjerilima brzine vozila, specijalnim nastavcima brzohodnih ručnih alata). Posebno su prilagođene izvedbe neka vratila radnih i pogonskih strojeva, na primjer koljenasto vratilo u motorima s unutarnjim izgaranjem, zglobno ili kardansko vratilo za spajanje dijelova kojima se osi rotacija ne poklapaju, nažlijebljeno vratilo, koje na sebi nosi na primjer uzdužno pomične zupčanike ili remenice s pomoću kojih se mijenja omjer prijenosa, poluvratilo za prijenos momenta na pogonske kotače vozila, bregasto vratilo (grebenasto vratilo) s izbočinama jajolika oblika (greben) za periodično otvaranje ventila (na primjer u četverotaktnim motorima s unutarnjim izgaranjem pri rednom razmještaju cilindara), uključivanje sklopki i slično.